# Euchirella speciosa
Euchirella speciosa är en kräftdjursart som beskrevs av K.R.E. Grice och Hnlsemann 1968. Euchirella speciosa ingår i släktet Euchirella och familjen Aetideidae. Inga underarter finns listade i Catalogue of Life.